# 舟入町停留場
舟入町停留場（日语：／ Funairi-machi teiryūjō */?），又稱舟入町電車站，是位於廣島縣廣島市中區河原町，廣島電鐵江波線的電車站。車站編號為E1。

## 歷史
此電車站是在1943年（昭和18年），江波線土橋至舟入本町之間開通之際啟用，當時電車站名為舟入仲町停留場（日语：／）。電車站啟用當時是值太平洋戰爭下，在電車站啟用2年後，於1945年（昭和20年）2月暫停營業。電車站一直暫停營業，當中經歷了廣島市被投下原子彈，江波線暫停營業。在1947年（昭和22年），包含此電車站之內，江波線全線重開。在1952年（昭和27年），電車站改名為舟入町停留場。
- 1943年（昭和18年）12月26日 - 江波線土橋至舟入本町之間開通[3]，此電車站啟用。當時電車站名為舟入仲町停留場[1]。
- 1945年（昭和20年）2月1日 - 電車站暫停營業[1]。
- 1947年（昭和22年）11月1日 - 電車站恢復營業[1]。
- 1952年（昭和27年）頃 - 電車站改名為舟入町停留場[1]。
- 2008年（平成20年）3月 - 進行月台延長工程，使此電車站可容納接掛電車。
- 2013年（平成25年）2月15日 - 9號線路線從八丁堀延長至江波，9號線開始停靠此電車站。

## 電車站構造
電車站是建造在共用行車道上。電車站設有2面2線的相對式低地台月台（千鳥式月台），路線向南北兩邊延伸。兩月台之間設有路口。電車站北邊是土橋方向的上行月台，南邊是江波方向的下行月台。月台可容納接掛電車。

### 運行系統
此電車站是江波線電車站之一。6、8、9系統會駛入此站。
| 上行月台 | 6號線                 | 前往廣島站 |
| 上行月台 | 8號線                 | 前往橫川站 |
| 上行月台 | 9號線                 | 前往白島   |
| 下行月台 | 6號線 · 8號線 · 9號線 | 前往江波   |

## 電車站周邊
電車站附近都是住宅區。從電車站向西邊步行一段距離可到達天滿川，向東邊步行一段距離可到達舊太田川（本川）。向北邊步行一段距離可到達平和大通。
- 廣島市文化交流會館（日语：広島市文化交流会館）[4]（前・廣島厚生年金會館）
- ASTERPLAZA（日语：アステールプラザ）
- 廣島市立神崎小學（日语：広島市立神崎小学校）
- 河原町公園
- 舟入第一公園

## 相鄰電車站
廣島電鐵
■江波線
土橋（M13）－舟入町（E1）－舟入本町（E2）
- 在1947年（昭和22年）前，此電車站與土橋停留場之間曾經設有上舟入停留場。

## 注腳
1. 1 2 3 4 5 6 7  長船友則. . JTB Can Books. JTB出版. 2005: 150–157. ISBN 4-533-05986-4 （日语）.
2. 1 2  今尾惠介（監修）. . 11 中国四国. 新潮社. 2009: 38. ISBN 978-4-10-790029-6.
3. ↑  . 広島電鉄. 2012: 430 （日语）.
4. 1 2 3  川島令三. . 【図説】 日本の鉄道. 第7巻 広島エリア. 講談社. 2012: 15・84頁. ISBN 978-4-06-295157-9 （日语）.
5. 1 2  川島令三.  中国篇 2. 草思社. 2009: 103・108頁. ISBN 978-4-7942-1711-0 （日语）.

## 外部連結
- 舟入町 | 電車情報：電停指南 （页面存档备份，存于）（日語） - 廣島電鐵